# Saint Seiya Next Dimension
Saint Seiya Next Dimension (聖闘士星矢) är en pågående tecknad serie skapad av Masami Kurumada och publicerad i tidningen Shonen Champion. Det är fortsättningen till Saint Seiya och utspelar sig både under 1700-talet när den förra heliga striden mellan Athena och Hades ägde rum, och år 1990.

## Handling
Året är 1990, och i Elysion utspelas en dödlig strid mellan guden Hades och fem av Athenas helgon: Seiya, Shiryu, Hyoga, Shun och Ikki. De slåss för att befria Athena från en säker död samt rädda jorden från dess undergång. Under striden börjar dock Hades minnas att han sett Seiya förut och inser att denne är samma person som förut har skadat honom. Det är nu man får se vad som hände i det förra heliga kriget mellan Hades och Athena 1743. 

## Produktion och Stil
Masami Kurumada avslöjade under år 2006 att en uppföljare till hans berömda serie Saint Seiya var under produktion. Den 21 april lade han ut en bild av Hades, underjordens härskare, på sin blogg.
Korta kapitel kom att publiceras sporadiskt några gånger per månad fram till 4 januari 2007, sedan kom nästa kapitel inte ut förrän 2 augusti 2007. 
Serien har fortsatt att publiceras sporadiskt, men Masami Kurumada uppdaterar sin blogg med långa intervall för att visa de kommande kapitlen.
Följande Masami Kurumadas traditionella skriv- och tecknarstil utvecklas handlingen i ett typiskt shōnen-berättande. Varje kapitel är också helt i färg. Det första kapitlet kallades från början Prologue ①, men "①" blev borttagen i den första samlade volymen. De första 14 kapitlens kanter var färgade för att likna en natthimmel, detta ändrades i del 14 och i den första volymen till vanlig vit färg. Del 15 och 16 publicerades i svartvitt format med en färgbild vardera. Följande kapitel kom att publiceras i svart och vitt med diverse färgbilder till. Dessa kom senare vara tillgängliga i färg i den andra samlade volymen. Vissa objekt och delar av information som tidigare publicerats i Saint Seiya Encyclopedia används i handlingen, som till exempel en av Athenas 88 rustningar: The Crateris silver Cloth.

## Karaktärer
- Pegasus Tenma

 (天馬星座の天馬 Pegasasu no Tenma?)
1700-talets inkarnation av Pegasus Seiya. Han var från tidig ålder en tjuv i Italien men mötte Alone och Suikyō en mörk natt i en stuga under en snöstorm och förändrade sitt sätt. Tenma kom att tränas av Suikyō för att skydda Alone och gavs en av Athenas heliga rustningar kallad Cloth. Suikyō lämnade sedan de två, vilka fortsatte med sina liv. Men en dag kom de att möta de två guldhelgonen Aries Shion och Libra Dohko. 
- Libra Dohko

天秤座の童虎 (Raibura no Dōko?)
Dragon Shiryus framtida mästare som var en av de två som överlevde det heliga kriget på 1700-talet och fick en gåva av Misopethamenos som ger ett längre liv. I början av kriget kom han att bli befordrad från brons- till guldhelgon. 
- Aries Shion

牡羊座のシオン (Ariesu no Shion?)
Aries Mu framtida mästare som var en av de två som överlevde det heliga kriget på 1700-talet och blev utnämnd till ny påve över Athenas helgedom. I början av kriget kom han att bli befordrad från brons- till guldhelgon. Libra Dohko och Aries Shion blev båda informerade att Hades nuvarande kropp hade setts i Italien vid ett fält, och de begav sig dit utan att tillfråga vare sig den heliga påven eller sina guldhelgonkamrater. När de kom dit blev de hindrade av Pegasus Tenma som ville beskydda Alone som var Hades kropp. I de snabba händelser som följde blev Alone Hades nya kropp och Tenma blev helgonet av Pegasus. De tre helgonen kom att träffa Griffon Vermeer och en omvänd Garuda Suikyō som tack vare Hades barriär nästan dödade helgonen. Med hjälp av det läkande vattnet från Craterisrustningen kunde de återvända till Athenas helgedom där de blev prompt uppläxade av Taurus Ox och Capricorn Izō för att ha gett sig på Hades ensamma.
- Alone

 (アローン Arōn?)
Hades nya kropp för detta krig, med den renaste själen i världen. Innan kriget var han bästa vän med Tenma sedan deras barndom. När kriget var på väg att börja kände Alone att mörka saker fanns i hans väg. De kom när han och Tenma flydde från Libra Dohko och Aries Shion och hamnade utanför ett litet mausoleum. När Tenma gick tillbaka för att hämta sitt Cloth började röster ropa på Alone från insidan av mausoleet. När han kom in fann han Hades svärd nerstucket i marken, och Pandora visade sig och övertalade Alone att ta tag i svärdet. Det var nu han började sin färd in i mörkret och svarade inte ens Tenma när han gick mot sitt slott. 
- Pandora

パンドラ (Pandora?)
Hades personliga beskyddare, det var hon som övertalade Alone att ta tag om Hades svärd så att Hades själ började vakna i Alone.
- Himmelsk Nobel Stjärna, Griffon Vermeer

 (天貴星グリフォンのフェルメール Tenkisei Gurifon no Ferumēru?)
Efter att Hades har vaknat går Vermeer ut för att ta itu med de helgon som är i närheten, Tenma, Dohko och Shion. Han blir stoppad när han ska ta deras liv av Suikyō som tycker han ödslar tid och att han själv ska ta hand om dem. Men Vermeer vill se att han verkligen gör det när han får reda på att Suikyō har varit ett helgon. Innan dess kommer ett sändebud med budskapet att alla Specters ska ha en audiens med Hades, och de två far iväg. 
- Crateris Suikyō

杯座の水鏡 (Kuraterisu no Suikyō?)
Tenmas lärare och nära vän till Shion och Dohko. Han försvann för flera år sen efter att ha blivit ett helgon, och kom under den tiden att ta hand om Alone och Tenma efter ett möte en natt i en stuga under en snöstorm. Han har sedan blivit en av Hades största krigare, Garuda Suikyō.
- Taurus Ox

 (牡牛座のオックス Taurasu no Okkusu?)
1700-talets Taurushelgon, tillsammans med Capricorn Izō uppläxade han Aries Shion och Libra Dohko för att de gett sig på Hades alldeles själva. Senare funderar de över var deras gudinna Athena är då hon ej har fötts i deras tid ännu. Med Virgos Shijimas hjälp kommer de fram till att hon kan komma från framtiden.

- Virgo Shijima

 (乙女座のシジマ Barugo no Shijima?)
1700-talets Virgohelgon, i en meditativ position kan han se långt med hjälp av sitt kraftfulla Cosmo. 

- Capricorn Izō

1700-talets Capricornhelgon, tillsammans med Taurus Ox uppläxade han Aries Shion och Libra Dohko för att de gett sig på Hades alldeles själva. Senare funderar de över var deras gudinna Athena är då hon ej har fötts i deras tid ännu, med Virgos Shijimas hjälp kommer de fram till att hon kan komma från framtiden.
 (山羊座の以蔵 Kapurikōn no Izō?)
- Cancer DeathToll

 (棺桶屋のデストール, Kan'oke-ya no Desutōru?)
- Leo Kaiser

(獅子座のカイザー, Kaiser Leo) 
- Jemini Abel

(双子座のアベル, Jemini no Aberu)
- Lascoumoune

 (ラスクムーン Rasukumūn?)
Kapten över gudinnan Artemis krigare, Satelliterna. Hon blir sänd i hemlighet att döda Athena, men blir hindrad av Andromeda Shun. Lascoumoune lyckas få honom medvetslös för en stund med hjälp av en pil skjuten rakt mot Shuns hjälm. Men Phoenix Ikki anländer och vänder Lascoumounes pilar mot henne själv som om de var små kvistar. Hon blir sedan svårt sårad av Phoenix Ikki, med en av sina egna pilar och förlorar medvetandet för en stund. Lascoumoune tar sig till slut tillbaka och rapporterar till Callisto vad som har hänt.
- Hecate

 (月の魔女ヘカーテ Tsuki no Majo Hekāte?), (från grekiska språket: Ἑκάτη, "far shooting").
Under Athenas och Andromeda Shuns färd till Artemis stöter de på en gammal gumma kallad Hecate som hjälper dem att komma fram i utbyte mot en bit av Athenas hår. När de två individerna har pratat med Artemis stöter de på Hecate igen som då har åldrats till en liten flicka som tack för detta hjälper hon de två att hitta Chronos. Men väl där tar Chronos deras tystnad som förolämpande och gör henne till stoft.
- Callisto

 (カリスト Karisuto?)
Artemis lojala tjänare, som styr över hennes krigare och inte låter någonting orsaka smärta för hennes gudinna. Efter att hon mött Athena beslutar hon att i hemlighet döda gudinnan då hon bara orsakar smärta till Artemis och de andra gudarnas vrede kanske väcks. Hon sänder Lascoumoune och hennes Satelliter, men de kommer tillbaka sedan de misslyckats.

### Kapitel
- Prolog. publicerad den 27 april 2006
- Del 1. Shion och Dohko (童虎とシオン Dōko to Shion?) - publicerad den 3 augusti 2006
- Del 2. Alone (アローン Arōn?) - publicerad den 17 augusti 2006
- Del 3. Tenma (天馬 Tenma?) - publicerad den 21 september 2006
- Del 4. Vän (友 Tomo?) - publicerad den 2 november 2006
- Del 5. Hades Svärd (冥王の剣 Meiō no ken?) - publicerad den 9 november 2006
- Del 6. Hades Uppvakning (冥王覚醒 Meiō Kakusei?) - publicerad den 16 november 2006
- Del 7. Hades Slott (ハーデス城 Hādesu shō?) - publicerad den 21 december 2006
- Del 8. Specters (冥闘士 Supekutā?) - publicerad den 4 januari 2007
- Del 9. Barriär (結界 Kekkai?) - publicerad den 2 augusti 2007
- Del 10. Suikyō (水鏡 Suikyō?) - publicerad den 16 augusti 2007
- Del 11. Värme (ぬくもり Nukumori?) - publicerad den 6 december 2007
- Del 12. Crateris Vatten (杯座の水 Kuraterisu no mizu?) - publicerad den 24 januari 2008
- Del 13. Izō och Ox (以蔵とオックス Izō to Okkusu?) - publicerad den 5 februari 2009
- Del 14. Festong (花の鎖 Hana no kusari?) - publicerad den 9 februari 2009
- Del 15. Månens Tempel (月の神殿 Tsuki no shinden?) - publicerad den 19 februari 2009
- Del 16. Så länge det finns Kärlek (愛あるがぎり Ai aru ga giri?) - publicerad den 25 februari 2009
- Del 17. Lascoumoune (ラスクムーン Rasukumūn?) - publicerad den 17 september 2009
- Del 18. Odödlig Fågel (不死鳥 Fushichō?) - publicerad den 24 september 2009
- Del 19. Tidens Dörr (時空の扉 Jikū no tobira?) - publicerad den 1 october, 2009
- Del 20. (アテナ たん Athena tan) - publicerad den 11/03/2010
- Del 21. (教皇の短剣 Kyōkō no tanken) - publicerad den 18/03/2010
- Del 22. (女神のもとへ Athena no moto e) - publicerad den 25/03/2010
- Del 23. (敵は聖域にあり Teki wa Sankuchuari ni ari) - publicerad den 01/04/2010
- Del 24. (クリスタルウォール Kurisutaru Uōru) - publicerad den 19/08/2010
- Del 25. (血涙 Ketsurui) - publicerad den 26/08/2010
- Del 26. (女神の道標 Athena no Dōhyō) - publicerad den 02/09/2010
- Del 27. (白羊宮の死闘 Hakuyōkyū no Shitō) - publicerad den 09/09/2010
- Del 28. (Suisho (水清 Suishō) - publicerad den 16/09/2010
- Del 29. (氷槍 Hisō) - publicerad den 22/09/2010
- Del 30. (片翼の天使 Katayoku no Tenshi) - publicerad den 09/10/2010
- Del 31. (双兒宮之迷宮 Jemini no Meikyū) - publicerad den 23/10/2010
- Del 32. (死闘への予感 Shitō he no Yokan) - publicerad den 06/01/2011
- Del 33. (双兒宮の死闘 Jemini no Shitō) - publicerad den 13/01/2011
- Del 34. (双子座のアベル Jemini no Aberu) - publicerad den 20/01/2011
- Del 35. (光と闇 Hikari to Aberu) - publicerad den 27/01/2011
- Del 36. (棺桶屋のデストール, Kan'oke-ya no Desutōru) - publicerad den 01/12/2011
- Del 37. (沈黙の棺, Omeruta) - publicerad den 08/12/2011
- Del 38. (魔皇拳の生贄, Maō-ken no ikenie) - publicerad den 22/12/2011
- Del 39. (あの日のぬくもり, Ano hi no nukumori) - publicerad den 05/01/2012
- Del 40. (歩み Ayumi) - publicerad den 12/01/2012
- Del 41. (いつかの日のために, Itsuka no hi no tameni) - publicerad den 31/05/2012
- Del 42. (起死回星, Kishikaisei) - publicerad den 06/06/2012
- Del 43. (獅子座のカイザー, Kaiser no Leo) - publicerad den 13/06/2012
- Del 44. (光の拳,  Hikari no ken) - publicerad den 20/06/2012
- Del 45. (神の悪戯 Kami no itazura) - publicerad den 27/06/2012
- Del 46. (神々の迷宮 Kamigami no Rabirinsu) - publicerad den 4/07/2012
- Del 47. (戦士の情け Senshi no nasake) - publicerad den 11/07/2012
- Del 48. (炎の友情 Honō no Yūjō) - publicerad den (6/12/2012)
- Del 49. (死門 Shimon) - publicerad den (12/12/2012)
- Del 50. (大いなる光 Ōinaru Hikari) - publicerad den (27/12/2012)
- Del 51. (龍と白鳥 Ryū to Hakuchō) - publicerad den (10/01/2013)
- Del 52. (龍虎師弟 Ryūko Shitei) - publicerad den (17/01/2013)
- Del 53. (継ぐ者 Tsugumono) - publicerad den (24/01/2013)
- Del 54. (魔宮 Makyū) - publicerad den (31/01/2013)
- Del 55. (十三番目の黄金聖闘士 Jū-san-banme no Gōrudo Seinto) - publicerad den (22/08/2013)
- Del 56. (わが友 Waga Tomo) - publicerad den (29/08/2013)
- Del 57. (天舞宝輪 Tenbu Hōrin) - publicerad den (04/09/2013)
- Del 58. (阿吽 Aun) - publicerad den (10/09/2013)
- Del 59. (蛮勇 Banyū) - publicerad den (16/09/2013)
- Del 60. (神の小宇宙 Kami no Kosumo) - publicerad den (24/09/2013)
- Del 61. (友を送る詩 Tomo o okuru uta) - publicerad den (30/09/2013)
- Del 62. (叛旗 Hanki) - publicerad den (03/12/2013)
- Del 63. (黄泉の死闘 Yomi no Shitō) - publicerad den (12/12/2013)
- Del 64. (娑婆陀芭陀亜（シャバダバダア） Shabadabadā) - publicerad den (23/12/2013)
- Del 65. (葬列 Sōretsu) - publicerad den (03/01/2014)
- Del 66. (蟹座無残 Kyansā muzan)- publicerad den (15/01/2014)
- Del 67. (桃爆 Momobaku) - publicerad den (22/01/2014)
- Del 68. (み使い Mitsukai) - publicerad den (30/01/2014)
- Del Special (スペシャルエピソード 女神の誓い Supesharu Episōdo Megami no chikai) - publicerad den (20/06/2014)
- Del 69. ???

## Mottagande
Under första veckan såldes den första samlade volymen i 30 618 exemplar i Japan och var på plats 22 av de mest sålda samlade volymer under februari 2009. Följande vecka hade den sålt i 57 426 exemplar, men hade gått ner till 27:e plats av de mest sålda den månaden. Den andra volymen låg under första veckan på nionde plats över mest sålda manga i Japan, med 47 896 sålda exemplar. Den tredje volymen var den 17:e mest sålda mangan en vecka i december 2017, med 44 200 sålda exemplar i Japan.